# Telenet

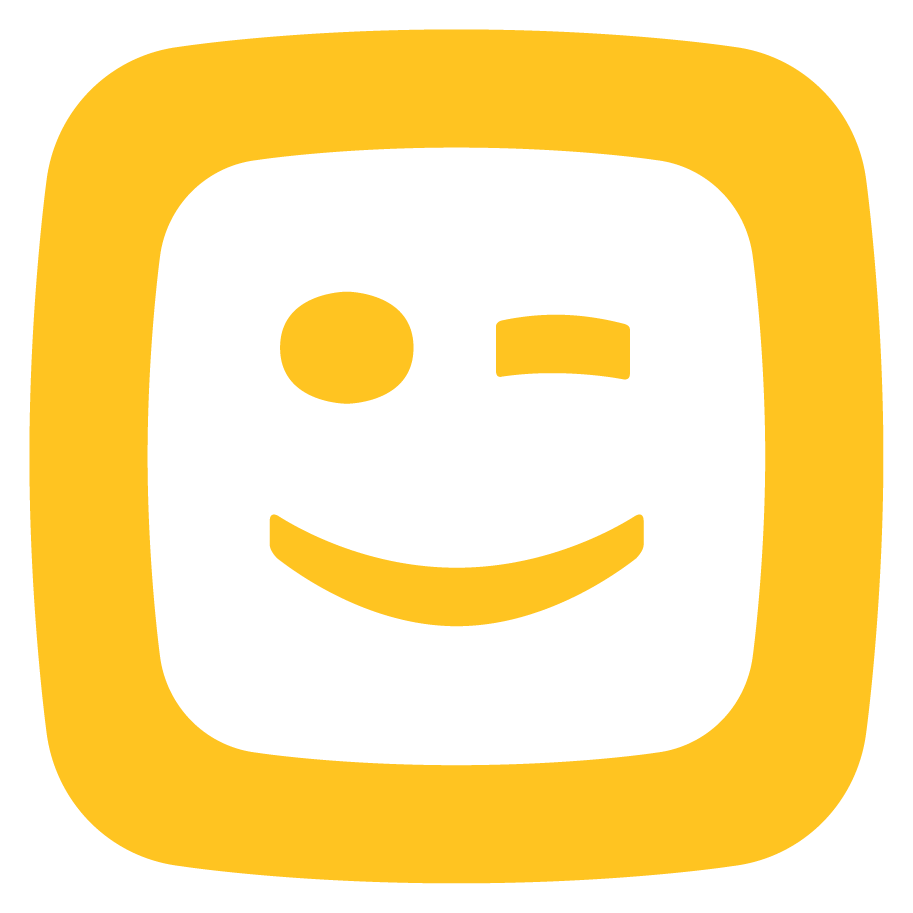
Telenet logo

Telenet – założony w 1996 roku, największy belgijski operator telewizji kablowej. Oferuje dostęp do telewizji cyfrowej i analogowej, dostęp do Internetu oraz usługi telefoniczne. Dostępne są one we Flandrii i niektórych dzielnicach Brukseli, gdzie łącznie ma około 2,4 miliona klientów. Dla klientów biznesowych jego usługi pod marką "Telenet Solutions" dostępne są na terenie całej Belgii i Luksemburga. Od 2005 roku jest częścią platformy handlu giełdowego Euronext pod skrótem TNET. Właścicielem większościowego pakietu akcji jest amerykański Liberty Global. Kapitał własny firmy to 217 milionów EURO. Jej głównym konkurentem jest Belgacom.